# 기원전 33세기
기원전 33세기는 기원전 3300년부터 기원전 3201년까지를 말한다.

## 사건
- 태양 활동의 변화로 인해 대기온도가 하락하여 빙하가 내려옴.
- 사하라의 완전한 사막화.
- 고대 이집트에서 물건에 라벨을 붙이기 위해 점토, 뼈, 상아 등을 사용함.
- 인더스 문명의 유적지 중 하나인 하라파 유적의 건설
- 비옥한 초승달 지대에서 청동기 시대가 시작됨.
- 하라파 문자가 발명됨.
- 우루크에서 이라크에서 온 여인의 얼굴을 본뜬 바르카의 가면이 제작됨.
- 사르데냐 북부에 위치한 몬테다코디 성소의 첫번째 사원인 붉은 사원이 건설됨.

## 발명, 발견, 과학사
- 소의 가축화.
- 당나귀의 가축화.
- 고대 근동에서 물레가 사용됨.

## 년대와 년도
| 기원전 3300년대 | 전3309 | 전3308 | 전3307 | 전3306 | 전3305 | 전3304 | 전3303 | 전3302 | 전3301 | 전3300 |
| 기원전 3290년대 | 전3299 | 전3298 | 전3297 | 전3296 | 전3295 | 전3294 | 전3293 | 전3292 | 전3291 | 전3290 |
| 기원전 3280년대 | 전3289 | 전3288 | 전3287 | 전3286 | 전3285 | 전3284 | 전3283 | 전3282 | 전3281 | 전3280 |
| 기원전 3270년대 | 전3279 | 전3278 | 전3277 | 전3276 | 전3275 | 전3274 | 전3273 | 전3272 | 전3271 | 전3270 |
| 기원전 3260년대 | 전3269 | 전3268 | 전3267 | 전3266 | 전3265 | 전3264 | 전3263 | 전3262 | 전3261 | 전3260 |
| 기원전 3250년대 | 전3259 | 전3258 | 전3257 | 전3256 | 전3255 | 전3254 | 전3253 | 전3252 | 전3251 | 전3250 |
| 기원전 3240년대 | 전3249 | 전3248 | 전3247 | 전3246 | 전3245 | 전3244 | 전3243 | 전3242 | 전3241 | 전3240 |
| 기원전 3230년대 | 전3239 | 전3238 | 전3237 | 전3236 | 전3235 | 전3234 | 전3233 | 전3232 | 전3231 | 전3230 |
| 기원전 3220년대 | 전3229 | 전3228 | 전3227 | 전3226 | 전3225 | 전3224 | 전3223 | 전3222 | 전3221 | 전3220 |
| 기원전 3210년대 | 전3219 | 전3218 | 전3217 | 전3216 | 전3215 | 전3214 | 전3213 | 전3212 | 전3211 | 전3210 |
| 기원전 3200년대 | 전3209 | 전3208 | 전3207 | 전3206 | 전3205 | 전3204 | 전3203 | 전3202 | 전3201 | 전3200 |
| 기원전 3190년대 | 전3199 | 전3198 | 전3197 | 전3196 | 전3195 | 전3194 | 전3193 | 전3192 | 전3191 | 전3190 |